# Sclerophrys steindachneri
Sclerophrys steindachneri és una espècie de gripau de la família Bufonidae. Habita a diverses àrees de l'Àfrica.
Va ser descrit com Bufo steindachneri per Georg Pfeffer el 1893. L'epítet fa honor al herpetòleg austriac Franz Steindachner. Va ser reclassificat el 2006 en el gènere Amietophrynus per Darrell R. Frost et alii i una segona vegada per Ohler & Dubois el 2016 en el gènere del Sclerophrys.
Prefereix zones pantanoses de prats humits o hàbitats de sabana boscosa, i no tem apropar-se al voltant d'assentaments humans. Cria en estanys temporals i permanents.

## Distribució
Aquesta espècie es troba en dos àrees diferents. Primer al norest de Nigèria, al nord de Camerun, al Sud del Txad, a República Centreafricana, al sud del Sudan, al nord-est de la República Democràtica del Congo, al sud-oest de l'Etiòpia i al nord-oest i al centre d'Uganda; i després al nord de Tanzània, a Kenya i al sud de Somàlia. No és segur si es troba al Sudan no esta confirmada. En la Llista Vermella de la UICN es troba en la categoria risc mínim en tenir una distribució vasta, tolerància a una àmplia gamma d'hàbitats i la seva gran població. Nogensmenys, certs dels seus hàbitats són amenaçats per l'expansió de l'espècie invasora Homo sapiens sapiens.